# Valérie Bemeriki
Valérie Bemeriki (Rutshuru, Congo Belga, 1955) es una locutora de radio ruandesa, y presentadora de la Radio Télévision Libre des Mille Collines (RTLM), el cual fue uno de los principales medios de comunicación responsables por promover el Genocidio de Ruanda, tanto en promover mensajes de odio como en alentar la persecución de civiles tutsis.

## Biografía
A pesar de haber nacido en Rutshuru, residió principalmente en la comuna de Giciye, en la prefectura de Gisenyi, Ruanda. Antes de trabajar en la RTLM, Bmeriki trabajó como propagandista en las publicaciones de la Interahamwe, el cual era el ala juvenil del único partido gobernante y legal de Ruanda, el Movimiento Republicano Nacional por la Democracia y el Desarrollo (MRND).

## Participación en el Genocidio
El 8 de abril de 1994, dos días después del asesinato del presidente ruandés Juvénal Habyarimana, Bemeriki señaló irónicamente en antena que los miembros de la oposición del gobierno anterior "no podían ser encontrados", mientras que varios, como la primera ministra Agathe Uwilingiyimana, ya habían sido asesinados.
Durante el genocidio, Bemeriki leía con frecuencia nombres y direcciones de tutsis supuestamente "cómplices del FPR", lo que provocó su asesinato por parte de paramilitares del Poder Hutu, como los Impuzamugambi e Interahamwe. Bemeriki se caracterizaba por presentar la retórica genocida del RTLM a través de un tipo de humor irónico.
En base a un encuentro para una entrevista en las oficinas de la RTLM, Roméo Dallaire, Comandante de las fuerzas de la UNAMIR, describió a Bemeriki como una persona ''muy agresiva''. El 28 de junio de 1994, un mes después de la entrevista, Bemeriki declaró que ''Dallaire es la base de esta guerra''.
Bemeriki fue una de las pocas mujeres que desempeñaron un papel relevante en el genocidio, junto con Pauline Nyiramasuhuko y Agnès Ntamabyaliro Rutagwera.
Después de Kantano Habimana, Bemeriki fue la segunda presentadora que más tiempo permanecía en el aire, aproximadamente el 17% de todas las transmisiones de la RTLM.

## Exilio y Arresto
Tras el final del genocidio, Bemeriki fue nombrada como una de las 2133 planificadoras, organizadoras, instigadoras, supervisoras y líderes, de acuerdo con la Ley de Genocidio de la República de Ruanda (1996).
En julio de 1994, Bemeriki huyó de Kigali, con dirección a su natal Zaire, pero terminó siendo arrestada por el ejército ruandés, el 13 de junio de 1999 en Minova, cerca de Bukavu (ahora bajo el nombre de República Democrática del Congo. En 2009, fue declarada culpable por una corte gacaca, bajo los cargos de planear genocidio, incitación a la violencia, y por su complicidad en numerosos homicidios, siendo condenada a cadena perpetua.